# 營團1300型電力動車組
營團1300型電力動車組（日语：／ Eidan 1300-gata densha */?），是供帝都高速度交通营团银座线使用的通勤型电力动车组，于1950年至1986年间使用。

## 概要
為解決第二次世界大戰結束后銀座線快速增長的通勤需要。列車由汽車製造在1949年至1951年生產了15輛（編號1355-1369）。本列車繼承了1000型的基本特點，但繼續採用了1200型的全鋼製車體。

## 運用
列車投入使用後，客室照明首次採用了熒光燈。在架悬式驱动方式車輛大規模普及以及固定編組化要求下，在1964年至1966年，列車與1200型在中間車拖車改造中，一並撤銷了駕駛台，僅有1359號和1366號車廂沒有進行相關改造。隨著1984年01系列車開始服役，1300型列車在1986年7月退出了服務。